# Chelsey Minnis
Chelsey Minnis (* 1970 in Dallas, Texas) ist eine US-amerikanische Poetin.
Sie absolvierte ihren Bachelor of Arts in Englisch an der University of Colorado Boulder und nahm an dem Iowa Writers’ Workshop teil. Zu ihren Gedichtbänden gehören Zirconia, Bad Bad, Poemland und Baby, I Don’t Care. Zirconia gewann im Jahr 2001 den „Alberta Prize for Poetry“.

## Veröffentlichungen
- Zirconia. New York: Fence Books, 2001.
- Foxina. Los Angeles: Seeing Eye Books, 2002.
- Bad Bad. New York: Fence Books, 2007.
- Poemland. Seattle: Wave Books, 2009.
- Baby, I Don’t Care. Seattle: Wave Books, 2018.